# Stjepan Romić
Stjepan Romić (* 1. September 1906 in Rešetari, heute Kroatien; † 21. Juni 1982) war ein jugoslawischer Veterinärmediziner.
Er studierte an der Universität Zagreb, wo er 1935 promovierte und später ordentlicher Professor für Zoohygiene an der Landwirtschafts-Fakultät wurde. Er war 1954 bis 1956 Präsident der Kroatischen Veterinärmediziner-Vereinigung sowie 1953 bis 1963 stellvertretender Vorsitzender des Kroatischen Kavallerie-Verbandes. Seine wissenschaftlichen Schwerpunkte waren Tierhaltung und Zoohygiene. Daneben beschäftigte er sich mit der Hundezucht.